# Wang Lisi
Wang Lisi (28 novembre 1991) è una calciatrice cinese, centrocampista dello Jiangsu Huatai e della Nazionale cinese.

## Carriera
Viene convocata per vestire la maglia della Nazionale cinese nell'edizione 2014 dei Giochi asiatici dove raggiunge i quarti di finale.
Il selezionatore Hao Wei la inserisce nella rosa delle 23 calciatrici, resa nota dalla federazione cinese il 28 maggio 2015, che parteciperanno a Canada 2015, settima edizione ufficiale del campionato mondiale femminile di calcio.. Alla sua seconda presenza nel torneo, segna la prima rete per la propria nazionale nella partita vinta sulla Nazionale olandese per 1-0.